# Ogíjares
Ogíjares es un municipio español perteneciente a la provincia de Granada, en la comunidad autónoma de Andalucía. Está situado en la parte centro-meridional de la Vega de Granada, a unos 6 km de la capital provincial. Limita con los municipios de Armilla, Granada, La Zubia, Gójar y Alhendín.

## Geografía
El pueblo de Ogíjares ocupa el centro de una llanura muy fértil que se riega con las aguas de algunos barrancos y de las acequias que desde el río Monachil y el Dílar van a las tierras de labor de este núcleo de población. Su término municipal tiene poca extensión, comparado con el de otras poblaciones vecinas, de las que se encuentra rodeado.

## Historia
Este pueblo ha cambiado de nombre recientemente. Hasta hace un par de años se llamaba «Los Ogíjares» porque antiguamente estaba dividido en dos entidades locales autónomas: Ogíjar alto y Ogíjar bajo. De aquella época sólo se conservan las dos iglesias —la iglesia del lugar alto y la iglesia del lugar bajo—, ya que cada entidad tenía la suya propia. De la unión de ambas entidades se denominó al pueblo «Los Ogíjares» y hace un par de años quedó con Ogíjares a secas.
En una loma de su cerro de San Cristóbal llamada Loma Linda que está situada en la zona más elevada del pueblo, hay un yacimiento arqueológico, y la mayoría de localidades de esta zona poseen necrópolis de las épocas romana y musulmana.
Su cercanía a Granada ha hecho que Ogíjares esté también muy cerca de la zona donde se está construyendo el futuro Campus Universitario y Profesional de Ciencias Tecnológicas y Ciencias de la Salud. Colindando con Ogíjares se encuentra la Base Militar Aérea "de Armilla".

## Demografía
Ogíjares cuenta con una población de 15 063 habitantes (INE 2024).
| Gráfica de evolución demográfica de Ogíjares entre 1842 y 2021                                                      |
| |
| Población de derecho según los censos de población del INE Población de hecho según los censos de población del INE |

## Economía
La agricultura ha sido siempre el principal sector económico de Ogíjares. Hoy, esta localidad está basando su economía en el sector servicios y en el bum inmobiliario además de su extenso polígono tecnológico que alberga multitud de servicios y empresas que actualmente está en continua expansión.

### Evolución de la deuda viva municipal
| Gráfica de evolución de Deuda viva del Ayuntamiento de Ogíjares entre 2008 y 2019                                |
| |
| Deuda viva del Ayuntamiento de Ogíjares en miles de Euros según datos del Ministerio de Hacienda y Ad. Públicas. |

## Política local

### Elecciones municipales
Los resultados en Ogíjares de las últimas elecciones municipales, celebradas en mayo de 2023, son:
| Elecciones Municipales - Ogíjares (2023) | Elecciones Municipales - Ogíjares (2023) | Elecciones Municipales - Ogíjares (2023) | Elecciones Municipales - Ogíjares (2023) | Elecciones Municipales - Ogíjares (2023) |
| Partido político                         | Partido político                         | Votos                                    | Votos                                    | Concejales                               |
| ---------------------------------------- | ---------------------------------------- | ---------------------------------------- | ---------------------------------------- | ---------------------------------------- |
|                                          | Partido Popular (PP)                     | 4308                                     | 59,23 %                                  | 13                                       |
|                                          | Partido Socialista Obrero Español (PSOE) | 952                                      | 13,08 %                                  | 2                                        |
|                                          | Alternativa Popular por Ogíjares (APPO)  | 644                                      | 8,85 %                                   | 1                                        |
|                                          | Vox (VOX)                                | 474                                      | 6,51 %                                   | 1                                        |

## Cultura

### Música
El municipio cuenta con una importante cultura alrededor de la música, en especial a las bandas de música y a la enseñanza de los conocimientos musicales básicos, como el solfeo e instrumentos de cuerda, viento y percusión.
Ogíjares cuenta con la escuela municipal de música y danza de Ogíjares, la cual enriquece y promueve la cultura musical. Al centro asisten más de 500 alumnos, en más de 25 especialidades diferentes entre las que cabe destacar diferentes formaciones instrumentales como bandas, ensembles o coros.
La banda sinfónica municipal de Ogíjares (BSMO) es una formación no profesional de carácter sinfónico con una plantilla de noventa componentes propios. Fundada en 1994, con la dirección musical de Wenceslao Expósito, estuvo dirigida también por Luis Castelló Rizo desde el 2000 hasta el 2020, y por Eloísa Domínguez Carrascosa desde el 2020 al 2022. En 2012 la BSMO obtiene el primer premio de la máxima categoría del I Concurso Provincial de Bandas de Granada organizado por la Diputación de Granada.

### Fiestas y eventos
El patrón de Ogíjares es San Sebastián, y cada año en su festividad, el 20 de enero, se procesiona la imagen escultórica de San Sebastián que se ubica habitualmente en la iglesia de santa Ana, por las calles de la localidad.
El segundo fin de semana de septiembre se celebran las fiestas populares en honor al santísimo Cristo de la Expiración, que es procesionado coincidiendo con el domingo de fiestas (penúltimo día de celebraciones).
Es tradicional en esta localidad celebrar las festividades con el lanzamiento de numerosos fuegos artificiales.
En el apartado musical, destacan en Ogíjares los siguientes acontecimientos:
1. El Festival de Cante Flamenco, que lleva celebrándose más de 30 años, y por el que han pasado grandes figuras a lo largo de su historia, como por ejemplo Camarón.
2. El Festival "AlFilo", con menos historia, pero igualmente exitoso, donde se reúnen los amantes del rock nacional a escuchar a las nuevas bandas.
3. El Festival de bandas, donde la Banda Sinfónica Música de Ogíjares es la anfitriona junto con las demás bandas invitadas.

### Tradiciones
Ogíjares es un pueblo que ha tenido diversos tradiciones para la celebración de sus fiestas, unos se han ido perdiendo, otros han cambiado, y por desgracia algunos se han perdido. Comenzamos con uno de gran relevancia que se celebra el 5 de enero es la tradicional Cabalgata de Reyes actualmente sale desde el polideportivo situado en la Loma Linda recorriendo las calles del pueblo hasta su llegada al Ayuntamiento. Un gran número de vecinos acompaña esta cabalgata donde se lanza una gran cantidad de caramelos así como diversos juguetes (pelotas, peluches...). Continuando en el mismo mes tenemos la olla de San Antón (cocido típico español) esta comida se reparte entre los vecinos una vez concluida la procesión de San Sebastián patrón de la localidad.
Siguiendo con las tradiciones hablaremos de dos que se celebran en toda España, pero son de gran importancia para el pueblo, en primer lugar tenemos el Miércoles de Ceniza. Esta tradición está muy arraigada en nuestro pueblo cientos de devotos acuden a los diversas misas para ponerse la señal de la cruz. A continuación tenemos Carnaval, Ogíjares sale a la calle disfrazado se realiza un pasacalles por las calles que va desde la plaza Baja hasta la plaza Alta. Cientos de cachurros se disfrazan para desfilar por el pueblo donde en un escenario se hacen el típico concursos de disfraces, además de que algunas agrupaciones cantan sus comparsas dando el toque de humor a la festividad.
Una tradición que ya se ha perdido era la salida procesional de la Nuestra Señora de la Cabeza que realizaba su procesión por el céntrico barrio Mulley de la localidad, además también perdido en la localidad la procesión del vía crucis que se realizaba con el Nazareno (ubicado en la iglesia de Santa Ana) que partía por la calle de las Cruces hasta la subida del cerro.
Sin embargo, en Semana Santa sigue teniendo tres días de gran importancia para el calendario de los ogijareños y ojijareñas el Domingo de Ramos se realiza la procesión de las palmas por los alrededores de la iglesia Nuestra Señora de la Cabeza (también conocida como iglesia del Cristo de la Misericordia), el Viernes Santo a eso de las ocho de la tarde comienza la salida de penitencia, procesión que se ha ido menguando y en donde algunas ocasiones solo ha salido la imagen de Nuestra Señora de los Dolores ya que por su cercanía con la capital nazarí muchos prefieren ir a ver las procesiones que en Granada salen a la calle este día. Para concluir con la Semana Santa tenemos el Domingo de Resurrección donde tiene lugar la salida del Niño Jesús Resucitado conocido como Facundillo, es sacado por los niños del pueblo donde muchos portan unas campanas de barro anunciando la resurrección de Cristo, una vez concluida dicha procesión se realizaba la quema de Judas tradición que por desgracia Ogíjares ha perdido.
En mayo tenemos dos fechas muy señaladas en primer lugar el 1 de mayo que es el aniversario de la banda sinfónica municipal de Ogíjares dicha banda realiza un concierto ya sea en la plaza Alta o en algún teatro de Granada destacando su 25 aniversario en el auditorio Manuel de Falla, creada el 1 de mayo de 1994. El siguiente es el Día de la Cruz, donde casas o agrupaciones de vecinos realizan diversas cruces que se pueden visitar donde se engalanan las casos creando los mejores altares para la conmemoración de este día. El 15 de cada mayo se realiza una misa en la ermita del Ecce Homo en honor a San Isidro Labrador siendo después de la misa donde se reparten saladillas y habas.
El segundo fin de semana septiembre tienen lugar sus fiestas grandes dedicadas al Santísimo Cristo de la Expiración que en el año 2022 fue nombrado alcalde perpetuo de los cachurros en un acto de gran relevancia para el pueblo de los Ogíjares, las fiestas tiene una gran programación comenzado el jueves y terminando el lunes con la popular romería al Río Dílar.
Siguiendo una de las tradiciones que se han colado es la de Halloween donde se realiza un pasaje del terror, los niños piden dulces por el pueblo. También se realiza un concurso de fachadas por parte del ayuntamiento. Pero continuando con nuestras tradiciones el 2 de noviembre como es habitual se celebran el Día de los Difuntos que como cada año los familiares y amigos de los difuntos van a limpiar las lápidas y poner las flores a sus correspondientes.
Para concluir con el mes de diciembre tenemos el alumbrado navideño del pueblo, que se realiza desde el Ayuntamiento, un acto emito que marca el comienzo de las Navidades en esta localidad, el 22 de diciembre una novedad que empezó hace dos años con la cabalgata de Papa Noel pensada para los más jóvenes y no tan jóvenes de Ogíjares que les gusta la Navidad.